# Słuch relatywny
Słuch relatywny – ważny w edukacji muzycznej rodzaj słuchu polegający na umiejętności odmierzania interwałów względem podanego dźwięku wzorcowego.